# Traité de sécurité bilatéral Australie-Îles Salomon
 (décembre 2021).
Le traité de sécurité bilatéral Australie-Îles Salomon (nom complet : Accord entre le gouvernement de l'Australie et le gouvernement des Îles Salomon concernant la base du déploiement de la police, des forces armées et d'autres personnels aux Îles Salomon) est un traité entre l'Australie et les Îles Salomon. Le traité a été signé en 2017 et est entré en vigueur en 2018. Le traité remplace le traité de la Mission régionale d'assistance aux Îles Salomon (RAMSI) qui a expiré en 2017 lorsque le personnel australien a été retiré.
Le traité permet à la police australienne, à la défense et au personnel civil de se déployer dans les Îles Salomon pour aider à une série de menaces à la sécurité, y compris les catastrophes naturelles, lorsque les deux gouvernements sont d'accord.
Le traité a été invoqué en novembre 2021 lorsque le gouvernement des Îles Salomon a demandé l'aide de l'Australie pour aider la police royale des Îles Salomon à rétablir l'ordre pendant les troubles de 2021 aux Îles Salomon.